# Manuel Contreras Siadén
Manuel Alejandro Contreras Siadén (Perú, 21 de mayo de 1989) es un futbolista peruano. Juega como defensa central  y su equipo actual es Unión Huaral de la Liga 3 de Perú. Tiene 35 años. 

## Trayectoria
Jugó todo el 2009 con el  Deportivo Municipal donde descendió de la Segunda División del Perú. El 2012 logró clasificar con F. B. C. Melgar a la Copa Sudamericana 2013 jugando los 2 partidos de titulares contra el Deportivo Pasto. Al año siguiente se va al Sport Huancayo donde luchó por no descender.
En el 2016 vuelve a descender en la Segunda División esta vez con el Atlético Torino de Talara.
En el 2017 firmó por el Sport Boys, club con el cual fue campeón de la Segunda División del Perú.
En el 2019 firma por el Club Atlético Grau de la Segunda División del Perú.

## Clubes
| Club                | País | Año         |
| ------------------- | ---- | ----------- |
| Deportivo Municipal | Perú | 2009        |
| CNI                 | Perú | 2010        |
| FBC Melgar          | Perú | 2011-2013   |
| Sport Huancayo      | Perú | 2014        |
| Willy Serrato       | Perú | 2015        |
| Atlético Torino     | Perú | 2016        |
| Sport Boys          | Perú | 2017 - 2018 |
| Deportivo Garcilaso | Perú | 2021        |
| Juventud Huracán    | Perú | 2024        |
| Unión Huaral        | Perú | 2025 -      |

## Palmarés
| Título           | Club       | País | Año  |
| ---------------- | ---------- | ---- | ---- |
| Segunda División | Sport Boys | Perú | 2017 |